# Musée d'histoire naturelle de Mayence
Le musée d’histoire naturelle de Mayence est le plus grand musée d'histoire naturelle en Rhénanie-Palatinat. Il met l'accent sur la biologie et les sciences de la Terre en Rhénanie-Palatinat et au Rwanda, pays partenaire du musée (et du Land de Rhénanie-Palatinat depuis 1982).

## Histoire
Le musée d’histoire naturelle a été créé le 16 octobre 1910 par la ville de Mayence pour le Rheinische Naturforschende Gesellschaft , société savante fondée en 1834. Elle avait pour but d’encourager la recherche en histoire naturelle  pour l'éducation et l'édification des citoyens de Mayence, et de créer un musée d'histoire naturelle public.

### Bâtiment
Le musée s'installe dans l'ancien couvent des clarisses (Reichklarakloster), fondé le jour de la Toussaint 1272 par Humbert zum Widder, un patricien de Francfort, et sa femme Elisabeth. Le couvent possède bientôt des biens et des terres. Le roi Adolphe de Nassau fait bénéficier le couvent en 1294 de sa protection royale et de privilèges.

### Dissolution
Le dernier électeur de Mayence Frédéric-Charles Joseph d'Erthal, “promoteur des sciences”, demande la dissolution des communautés religieuses les plus riches, comme la Chartreuse Saint-Michel de Mayence, l'Altmünster et le couvent des clarisses qui deviennent possessions de l'Université. La résolution a été prise par une bulle du pape Pie VI et approuvée par un décret impérial. La reconstruction du couvent comme hôpital a été commencée mais jamais terminée. Il sert ensuite de refuge aux victimes des inondations, puis d'hôpital militaire, de grange, d'entrepôt à sel et de produits marchands. En 1793, pendant l'occupation française à l'époque de la république de Mayence, a été mis en place une boulangerie, puis un magasin aux vivres.
A partir de 1831, le bâtiment de l'église est profondément remaniée. La nef latérale ainsi que le clocher sont rasés, et cinq étages sont aménagés.

## Le musée

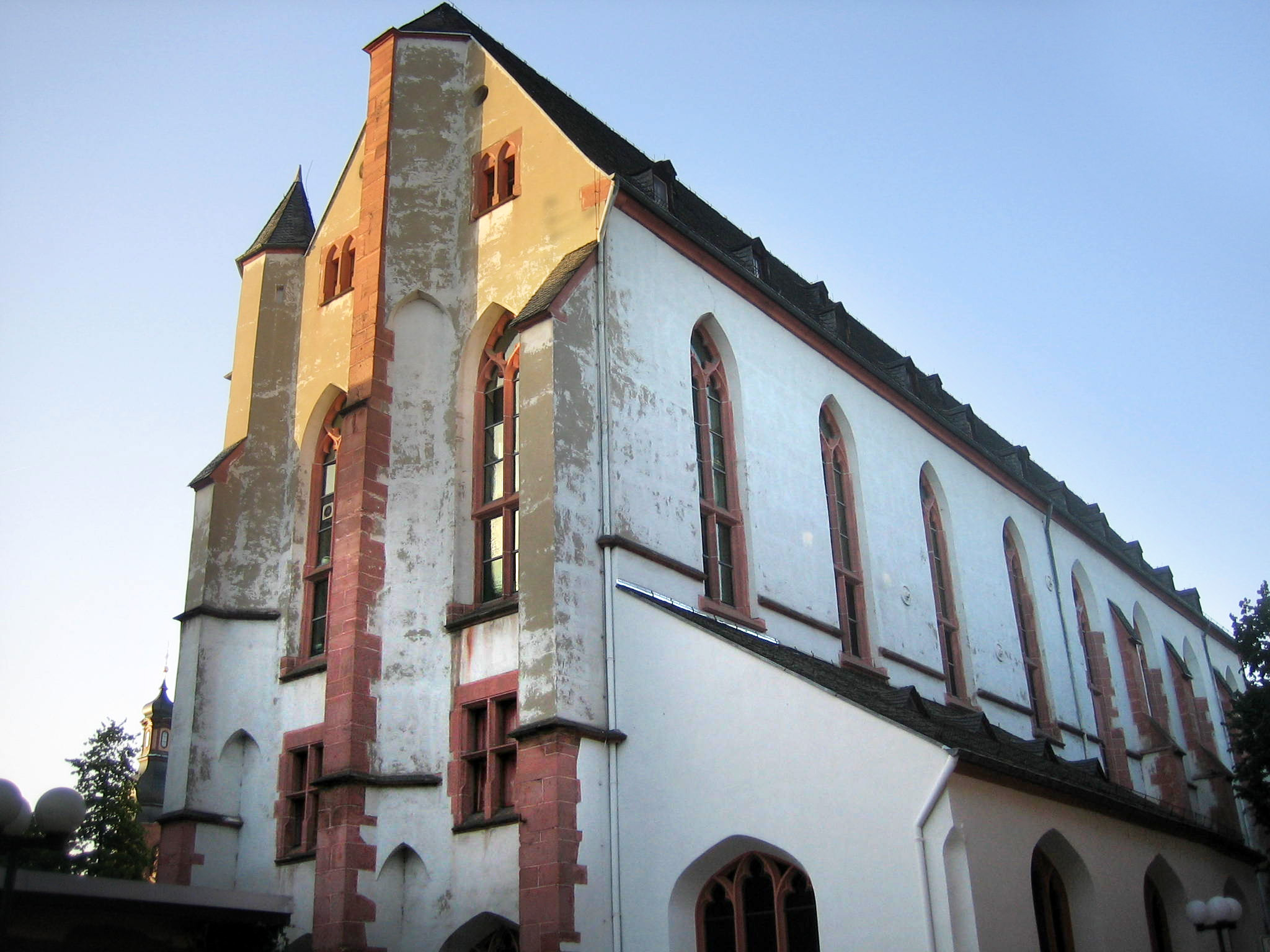
Bâtiment Reichklara-Kloster

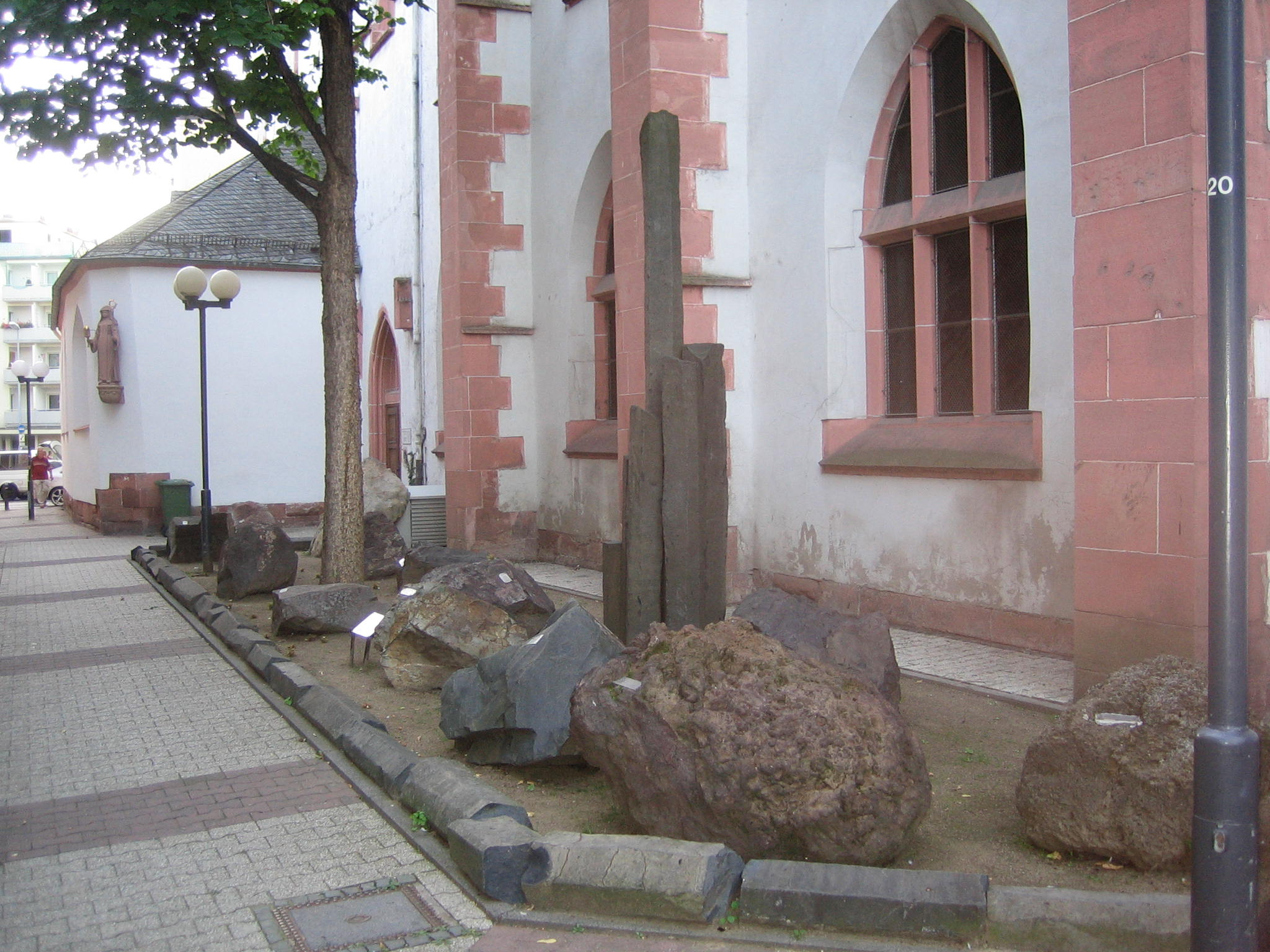
Galerie de minéralogie et de géologie avant du musée

En 1903, la municipalité de Mayence rachète l'ensemble architectural. À partir de l'année suivante commencent les travaux de reconversion du site. Une partie des bâtiments sont rasés, l'ancienne Église est requalifiée en musée.
Le musée d'histoire naturelle ouvre ses portes en 1910 comme musée municipal de la ville de Mayence, qui offre dans l'ancien couvent un lieu d'exposition pour les collections de la Société rhénane des sciences naturelles (Rheinische Naturforschende Gesellschaft).
Une partie importante de la collection est perdue dès les premiers bombardement sur la ville du 11 aux 13 août 1942, qui touchent principalement la vieille ville. Les dégâts de la Seconde guerre mondiale sont tels que le musée reconstruit ne rouvre ses portes qu'en 1962.
En tout, le Musée possède x spécimens d'animaux, x spécimens végétaux, y spécimens de paléontologie, et de 10 000 échantillons de minéraux.
Le musée organise des conférences et des expositions temporaires.